# Realgar
Realgar ali α-As4S4 je arzenov sulfidni mineral, poznan tudti kot rubinasto žveplo ali arzenov rubin. Realgar je oranžno rdeč mehak mineral, ki se lahko reže z nožem. Kristalizira v monoklinskih kristalih, lahko pa je tudi zrnat, kompakten ali prašnat. Pojavlja se skupaj s sorodnimi minerali, na primer z avripigmentom (As2S3). Tali se pri 320 °C. Gori z modrikastim plamenom in dimom, ki vsebuje arzen in žveplo. Njegova trdota je 1,5 – 2, gostota približno 3,5 g/cm3. Barva črte je oranžna. Realgar je trimosfen z alakranitom (As8S9) in pararealgarjem (AsS).

## Nastanek imena
Ime realgar je nastalo iz arabskega izraza رهج الغار [rahj al-ġār], ki pomeni rudniški prah. Druga razlaga nastanka imena trdi, da je nastalo iz arabskega izraza rahj al-fār, ki pomeni prašek za podgane in namiguje na njegovo rabo za zatiranje podgan. Druga razlaga je malo verjetna zaradi mnogo dokazov o izgovarjavi črke ġ.

## Nahajališča
Realgar je najbolj pogost v nizko temperaturnih hidrotermalnih žilah skupaj z drugimi arzenovimi in antimonovimi minerali. Pojavlja se tudi v vulkanskih sublimatih in depozitih vročih vrelcev skupaj z arzenolitom, avripigmentom, kalcitom in baritom.
V madžarskih, čeških in saških rudnikih spremlja svinčeve, srebrove in zlatove rude. V ZDA se nahaja v  rudnikih Mercur  (Utah) in Manhattan (Nevada)  ter v gejzirskih depozitih v Narodni park Yellowstone.
V Sloveniji so najlepši znani primerki realgarja iz Savskih jam nad Jesenicami.

## Uporaba
Realgar, avripigment in arzenopirit so skoraj izključni vir arzena, ki se pridobiva s praženjem koncentratov arzenovih rud.
Realgar se je pred uprašenim aluminijem, magnezijem in titanom uporabljal v pirotehniki za ustvarjanje bele barve. V zmesi s kalijevim kloratom se še vedno uporablja za proizvodnjo kontaktnih (rdečih) eksplozivov za nekatere vrste torpedov in eksplozivna pirotehnična sredstva, na primer prasketajoče zvezdice.
V Rimskem cesarstvu in na Kitajskem se je poleg avripigmenta uporabljal kot rdeč pigment in v medicini. Kasneje se je uporabljal tudi za izdelavo streliva, tiskanje in barvanje bombažnih tkanin, odstranjevanje dlake s surovih kož in barvanje usnja.